# Премия Longitude
Премия Longitude— это поощрительный призовой конкурс, проводимый британской благотворительной организацией и финансируемой лотереей Nesta, в духе наград Longitude 18-го века.  Призовой фонд конкурса равен 10 миллионам фунтов стерлингов, 8 миллионов из которых выделяются команде исследователей, которые разрабатывают доступный, точный и быстрый тест на бактериальную инфекцию, который будет легко использовать в любой точке мира. Такой тест обеспечит консервацию антибиотиков и поможет сохранить их для будущих поколений, решая глобальную проблему устойчивости к противомикробным препаратам .  
Премия Longitude Prize была объявлена премьер-министром Соединенного Королевства Дэвидом Кэмероном в 2012 году, а короткий список из шести конкурсов, которые будут вынесены на общественное голосование, был составлен в Доме вещания Би-би-си в мае 2014 года.

## Комитет Longitude
Комитет, возглавляемый Мартином Рисом, королевским астрономом, выбрал шесть задач, которые должны были быть вынесены на общественное голосование, и впоследствии определил формат премии и конкретные задачи, которые необходимо выполнить, чтобы выиграть. Членами комитета являлись:
| - Гизела Аббам, Председатель Британской научной ассоциации - Профессор Рифат Атун, профессор глобальных систем здравоохранения, Гарвардская школа общественного здравоохранения - Эндрю Коэн, глава научного отдела Би-би-си - Профессор Дама Sally Davies, Главный медицинский сотрудник Англии - Профессор Дэвид Дельпи, председатель Стратегического консультативного совета Национальной программы квантовых технологий Великобритании и почетный профессор биомедицинской оптики Калифорнийского университета - Эндрю Даннетт, директор Vodafone Основа | - Рави Гурумурти, главный исполнительный директор, Nesta - Профессор Дама Венди Холл, профессор компьютерных наук в Университете Саутгемптона - Роджер Хайфилд, директор по внешним связям, Музей науки, Лондон - Доктор Тим Джинкс, руководитель приоритетной программы по лекарственно-устойчивым инфекциям, Wellcome Trust - Доктор Патрик Вэлланс, главный научный советник правительства Великобритании - Доктор Пенни Уилсон, руководитель инновационной платформы, Стратифицированная медицина, Innovate UK |

## Публичное голосование
Выбор претендентов на премию был представлен в эпизоде научной программы Би-би-си "Горизонт", после чего публике был открыт опрос. Вариантами были: 
- Полеты - Как мы можем летать без вреда для окружающей среды? Создать летательный аппарат, который почти не выделяет вредных веществ в атмосферу и способен совершить полёт из Лондона в Эдинбург.
- Еда - Как мы можем убедиться, что все имеют пригодную для употребления пишу? Следующий шаг для большой инновации в сфере питания.
- Антибиотики - Как мы можем противостоять росту антибиотикорезистентности? Создать дешевый, точный и легкий в использовании тест на бактериальные инфекции.
- Паралич - Как мы можем восстановить двигательные функции у людей с параличем? Дать парализованным людям свободу движений.
- Вода - Как мы можем убедиться, что всё население Земли имеет доступ к чистой и безопасной воде? Создать дешевую и экологически чистую технологию.
- Деменция - Как мы можем помочь людям с деменцией жить дольше? Разработать интеллектуальные, доступные технологии, способствующие независимости.

Больше всего голосов получил проект об антибиотиках. Победитель был объявлен на The One Show на BBC 1 25 июня. Комитет выпустил критерии с двухнедельной возможностью для открытого рассмотрения, которое завершилось 10 августа 2014 г. 
К голосованию призвали и Биохимическое общество  и Джейми Рида, теневого министра здравоохранения и в то время председателя всепартийной парламентской группы по антибиотикам (APPG-A), который сказал: "Масштаб проблемы, которую представляет устойчивость к противомикробным препаратам, не вызывает никаких сомнений, и новое инновационное мышление имеет важное значение."

## Финансирование
С момента объявления премии Longitude фонд отобрал тринадцать организаций для начального финансирования в размере от 10 000 до 25 000 фунтов стерлингов на их исследования. Эти гранты, получившие название Discovery Awards, были разыграны в трех раундах.